# Vùng dị nhiễm sắc

Nhân của một tế bào người cho thấy vị trí của vùng dị nhiễm sắc

Vùng dị nhiễm sắc là một dạng DNA được đóng gói rất chặt, gồm có nhiều loại. Những loại này nằm trải dài và nằm giữa hai thái cực của vùng dị nhiễm sắc là: vùng dị nhiễm sắc ổn định và không ổn định. Cả hai đều đóng một vai trò trong sự biểu hiện của gen. Vì vùng này được đóng gói chặt chẽ, nên cấu trúc này được cho là không thể tiếp cận với polymerase và do đó không được phiên mã, tuy nhiên theo Volpe et al. (2002), và nhiều tài liệu khác sau đó, phần lớn DNA này, trên thực tế, là có được phiên mã, nhưng nó liên tục được chuyển qua sự tắt phiên mã kích ứng bởi RNA (RITS hay RNA-induced transcriptional silencing). Các nghiên cứu gần đây với kính hiển vi điện tử và nhuộm OsO4 cho thấy rằng vùng đóng chặt không phải do chất nhiễm sắc.
Vùng dị nhiễm sắc ổn định có thể ảnh hưởng đến các gen gần chính nó (biến đổi khảm do hiệu quả vị trí hay PEV). Nó có các trình tự lặp và hình thành các chức năng cấu trúc như tâm động hoặc telomere, ngoài việc hoạt động như một nơi thu hút các tín hiệu biểu hiện gen hoặc tín hiệu ức chế khác.
Vùng dị nhiễm sắc không ổn định là kết quả của các gen bị tắt thông qua nhiều cơ chế như khử acetyl hóa histone hoặc RNA tương tác Piwi (piRNA) thông qua RNAi. Nó không phải là trình tự lặp và cũng không có cấu trúc nhỏ gọn giống như vùng dị nhiễm sắc ổn định. Tuy nhiên, nhờ các tín hiệu phát triển hoặc môi trường cụ thể, nó có thể mất cấu trúc đóng xoắn của nó và có thể tham gia hoạt động phiên mã.
Vùng dị nhiễm sắc có thể được liên hệ với di-và tri-methyl hóa H3K9 ở một số phần của bộ gen.

## Cấu trúc
Chromatin được tìm thấy với hai dạng: nguyên nhiễm sắc và dị nhiễm sắc. Ban đầu, hai dạng này được phân biệt về mặt tế bào học bằng cách so sánh chúng bắt màu mạnh như thế nào - vùng nguyên nhiễm sắc ít bắt màu, trong khi vùng dị nhiễm sắc lại bắt màu mạnh mẽ, cho thấy nó đóng gói chặt hơn. Các cùng dị nhiễm sắc thường được định vi ở ngoại vi của nhân. Mặc dù ta đã chia làm hai dạng đơn giản này, các bằng chứng gần đây ở cả hai đối tượng là động vật  và thực vật đã gợi ý rằng có thể có nhiều hơn hai trạng thái mà ta nêu ra, và thực tế: nó có thể tồn tại đến bốn hay năm 'dạng', mỗi dạng có các dấu hiệu epigenetic khác nhau.
Vùng dị nhiễm sắc chủ yếu bao gồm các trình tự vệ tinh không hoạt động, và nhiều gen bị ức chế ở các mức độ khác nhau, có cả một số gen không thể được biểu hiện kể cả khi có dạng nguyên nhiễm sắc. Cả hai vị trí tâm động và telomere đều là dị nhiễm sắc, cũng giống như thể Barr-nhiễm sắc thể X thứ hai bị bất hoạt ở phụ nữ.

## Chức năng
Vùng dị nhiễm sắc có liên quan đến một số chức năng, từ điều hòa gen đến việc bảo vệ tính toàn vẹn của nhiễm sắc thể; một số vai trò này có thể là do cấu trúc DNA bị đóng gói rất chặt, làm cho nó ít tiếp cận hơn với các yếu tố protein thường gắn với DNA hoặc các yếu tố đi kèm. Ví dụ, nếu đầu tận cùng chuỗi DNA mà lộ ra thì có thể được hiểu bởi tế bào rằng DNA bị hư hỏng hoặc của virus, kích hoạt dừng chu kỳ tế bào, sửa chữa DNA hoặc phá hủy phần đó đi, chẳng hạn như bởi các endonuclease trong vi khuẩn.
Một số vùng nhiễm sắc được đóng gói rất chặt, tương đương với mức độ cuộn xoắn của nhiễm sắc thể trong phân bào. Vùng dị nhiễm sắc thường được di truyền theo dòng; khi một tế bào phân chia, hai tế bào con thường chứa vùng dị nhiễm sắc trong cùng một vùng DNA, dẫn đến di truyền biểu sinh. Các biến thể có thể làm cho vùng dị nhiễm sắc xâm lấn các gen lân cận hoặc rời xa các gen ở các cực của các miền. Các yếu tố phiên mã được có thể bị ức chế do vị trí (bằng cis) tại các miền ranh giới này. Điều này làm tăng mức biểu hiện thay đổi từ tế bào này sang tế bào khác, có thể được chứng minh bằng biến đổi khảm do hiệu quả vị trí. Các trình tự cách li có thể hoạt động như một rào cản trong những trường hợp hiếm hoi mà vùng dị nhiễm sắc ổn định và các gen có biểu hiện cao được đặt cạnh nhau (ví dụ trình tự cách li 5'HS4 ngược dòng locus β-globin gà, và loci trong hai Saccharomyces spp.).